# RMVB
RealMedia Variable Bitrate (RMVB) – kontener multimedialny będący rozszerzoną wersją kontenera RealMedia (.rm) o możliwość przechowywania strumieni danych o zmiennej przepływności (VBR). Dzięki zmiennej przepływności można uzyskać lepszą skuteczność kompresji, w porównaniu ze starszą jego wersją, czy AVI, w efekcie mieszcząc większą ilość materiału w mniejszej objętości danych.
Pliki w tym formacie mają rozszerzenie .rmvb. Do odtworzenia plików .rmvb potrzeba odpowiednich kodeków (np. Medibuntu dla Linuksa Ubuntu, Real Alternative (Windows) lub program RealPlayer (Mac OS / Linux / Windows).  Można je także  otwierać multiplatformowymi odtwarzaczami MPlayer, SMPlayer, VLC media player, jak również BESTplayer, ALLPlayer.
Dla łatwiejszej identyfikacji tych plików, pierwsze 4 bajty pliku to „.RMF” (standard RealMedia): 
2E 52 4D 46 szesnastkowo.